# Courbeveille
Courbeveille és un municipi francès situat al departament de Mayenne i a la regió de País del Loira. L'any 2007 tenia 625 habitants.

## Demografia

### Població
El 2007 la població de fet de Courbeveille era de 625 persones. Hi havia 220 famílies de les quals 40 eren unipersonals (22 homes vivint sols i 18 dones vivint soles), 66 parelles sense fills, 105 parelles amb fills i 9 famílies monoparentals amb fills.
La població ha evolucionat segons el següent gràfic:
Habitants censats

### Habitatges
El 2007 hi havia 231 habitatges, 221 eren l'habitatge principal de la família, 3 eren segones residències i 7 estaven desocupats. 223 eren cases i 8 eren apartaments. Dels 221 habitatges principals, 170 estaven ocupats pels seus propietaris, 47 estaven llogats i ocupats pels llogaters i 3 estaven cedits a títol gratuït; 8 tenien dues cambres, 23 en tenien tres, 67 en tenien quatre i 123 en tenien cinc o més. 187 habitatges disposaven pel capbaix d'una plaça de pàrquing. A 86 habitatges hi havia un automòbil i a 124 n'hi havia dos o més.

### Piràmide de població
La piràmide de població per edats i sexe el 2009 era:
| Homes | Edats   | Dones |
| ----- | ------- | ----- |
| 0     | 95 o +  | 0     |
| 0     | 90 a 94 | 0     |
| 0     | 85 a 89 | 4     |
| 0     | 80 a 84 | 0     |
| 8     | 75 a 79 | 8     |
| 8     | 70 a 74 | 4     |
| 4     | 65 a 69 | 4     |
| 12    | 60 a 64 | 12    |
| 12    | 55 a 59 | 12    |
| 24    | 50 a 54 | 28    |
| 16    | 45 a 49 | 20    |
| 4     | 40 a 44 | 4     |
| 24    | 35 a 39 | 20    |
| 20    | 30 a 34 | 20    |
| 24    | 25 a 29 | 16    |
| 8     | 20 a 24 | 12    |
| 4     | 15 a 19 | 16    |
| 12    | 10 a 14 | 40    |
| 32    | 5 a 9   | 12    |
| 4     | 0 a 4   | 12    |

## Economia
El 2007 la població en edat de treballar era de 414 persones, 325 eren actives i 89 eren inactives. De les 325 persones actives 305 estaven ocupades (169 homes i 136 dones) i 20 estaven aturades (9 homes i 11 dones). De les 89 persones inactives 26 estaven jubilades, 41 estaven estudiant i 22 estaven classificades com a «altres inactius».

### Ingressos
El 2009 a Courbeveille hi havia 227 unitats fiscals que integraven 657 persones, la mediana anual d'ingressos fiscals per persona era de 16.033 €.

### Activitats econòmiques
Dels 11 establiments que hi havia el 2007, 3 eren d'empreses de construcció, 2 d'empreses de comerç i reparació d'automòbils, 1 d'una empresa de transport, 1 d'una empresa d'hostatgeria i restauració, 1 d'una empresa immobiliària, 2 d'empreses de serveis i 1 d'una entitat de l'administració pública.
Dels 3 establiments de servei als particulars que hi havia el 2009, 1 era un guixaire pintor i 2 lampisteries.
L'any 2000 a Courbeveille hi havia 46 explotacions agrícoles que ocupaven un total de 1.352 hectàrees.

## Equipaments sanitaris i escolars
El 2009 hi havia una escola elemental.

## Poblacions més properes
El següent diagrama mostra les poblacions més properes.